# 米德爾敦 (密歇根州)
米德爾敦（英語：Middletown）是位於美國密歇根州夏厄沃西縣喀里多尼亞鎮區的一個普查規定居民點。

## 人口
根據2020年美國人口普查的數據，米德爾敦的面積為1.24平方千米，當中陸地面積為1.22平方千米，而水域面積為0.02平方千米。當地共有人口825人，而人口密度為每平方千米665.32人。